# Abtei Saint-Savin-sur-Gartempe
 Die Abtei Saint-Savin-sur-Gartempe liegt in der Gemeinde Saint-Savin (Vienne) 40 Kilometer östlich von Poitiers. Die romanische Abteikirche, begonnen in der Mitte des 11. Jahrhunderts, stellt den ältesten Gewölbebau des Poitou dar und ist berühmt für die weitgehend erhaltenen Deckenmalereien des 11. und 12. Jahrhunderts. Seit 1983 gehört sie zum UNESCO-Weltkulturerbe.

## Geschichte

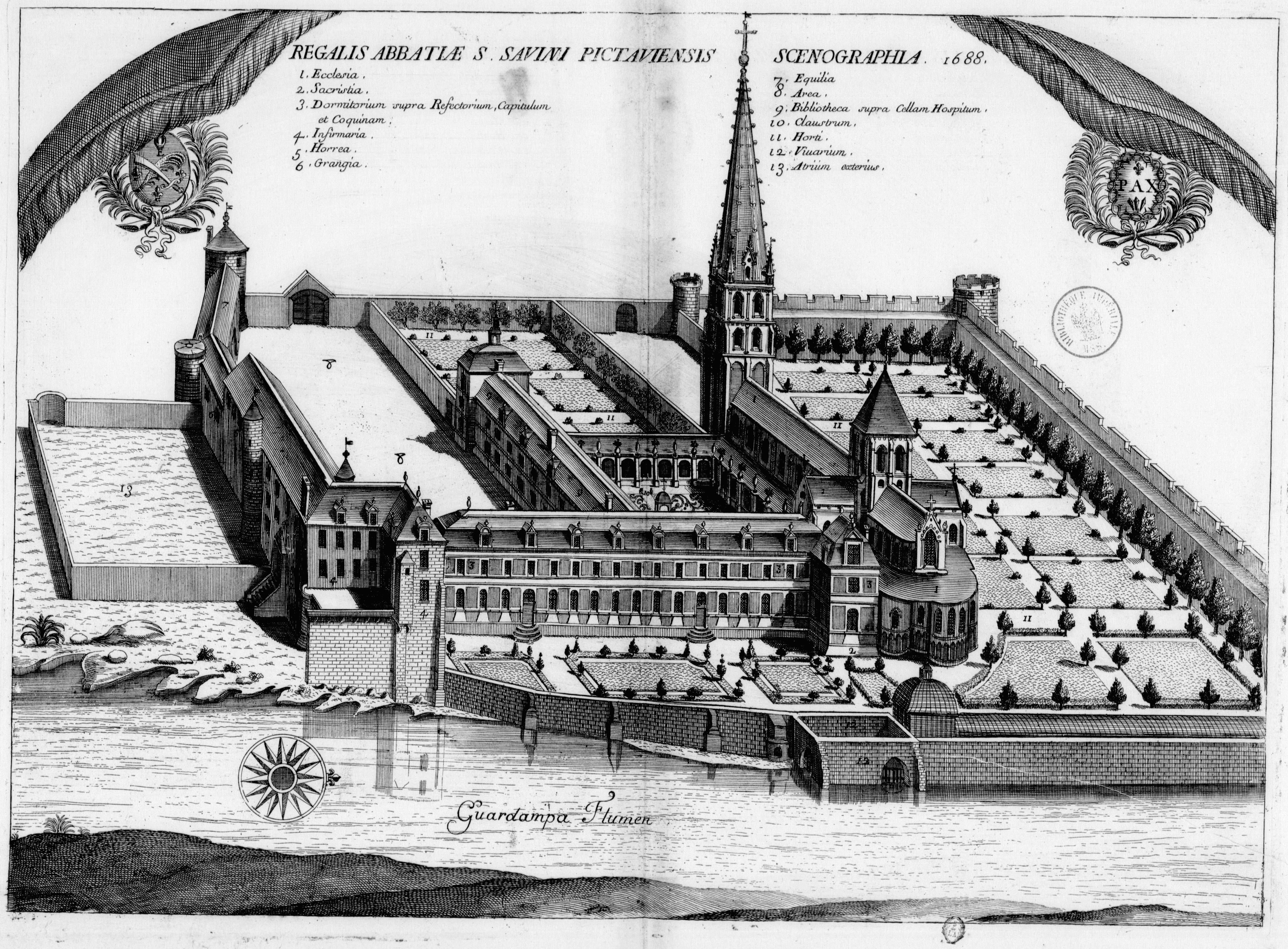
Die Abtei im Jahr 1688, Stich aus Monasticon Gallicanum

Die Dokumente zur Gründung der Abtei gingen 1598 während der Hugenottenkriege verloren. Sicher ist jedoch, dass die Abtei unter Karl dem Großen zu Beginn des 9. Jahrhunderts gegründet wurde. Sie wurden dem heilgen Savin de Cerisier und dem heiligen Cyprien geweiht, von denen heute nur noch wenig bekannt ist. Im 11. Jahrhundert wurde La passion de saint Savin et saint Cyprien verfasst, die unter die Epen einzuordnen ist.
Der Tradition zufolge wurden im 5. Jahrhundert zwei Brüder, Savinius und Cyprianus, die aus Makedonien getrennt geflüchtet waren, wo sie wegen ihres Glaubens verfolgt worden waren, schließlich am Ufer der Gartempe wiedervereint. Sie wurden hier gemartert und geköpft. Savinius wurde von Priestern unweit der heutigen Stadt in einem Ort namens Cerisier (Kirschbaum) begraben.
Drei Jahrhunderte später wurden die Überreste der beiden Märtyrer am Tatort ihres Massakers gefunden. Badillus, Kleriker am Hof Karls des Großen, entschloss sich, dort eine Abtei zu gründen, in der die kostbaren Relikte aufbewahrt wurden. Der heilige Benedikt von Aniane unterstellte 821 die Gemeinschaft der Benediktinerregel und ließ zwanzig Mönche sich dort niederlassen. Er ernannte den Abt Eudes I, der die erste Kirche bauen ließ.
Im Jahre 1010 machte Almodis von Gévaudan, Gräfin von Poitou als Ehefrau von Graf Wilhelm III. von Poitou, der Abtei ein beträchtliches Geschenk für die Errettung ihrer Seele und den Seelen ihrer Familie. Mit dem Geld konnte die heutige Klosterkirche in der zweiten Hälfte des 11. Jahrhunderts gebaut werden. Während dieser Arbeiten wurden alle Relikte der Abtei wiederentdeckt, die ein oder zwei Jahrhunderte zuvor versteckt worden waren, vielleicht wegen der Bedrohung durch die Normannen. Aus diesem Zeitraum datiert auch ein außergewöhnliches kobaltblauen Glas, das als Reliquiar genutzt wurde und 1866 während eines Altarwechsels gefunden wurde. Es befindet sich heute im Musée Sainte-Croix in Poitiers.
Der Hundertjährige Krieg und die Hugenottenkriege beendeten den Wohlstand der Abtei, die in dieser Zeit mehrfach den (weltlichen) Besitzer wechselte. Die Ernennung von Kommendataräbten, die mehr an den Einkünften des Klosters interessiert waren als an der Erhaltung der Bausubstanz, kam hinzu: um 1600 begann ein Abt mit dem Verkauf von Steinen aus dem Mauerwerk, wenig später vertrieb ein anderer die Mönche und machte die Abteikirche zu seinem Logis. Seine Ablösung durch die Mauriner 1640 beendete diese Periode der Zerstörung.
Zwischen 1682 und 1692 begannen die Restaurierung der Kirche und der Neubau der übrigen Klostergebäude. Nach der Auflösung der Klöster während der Revolution wurde die Kirche 1792 zur Pfarrkirche. Aus den Klostergebäuden wurden Wohnungen für Lehrer und die örtliche Gendarmerie, die erst 1971 auszog.
1833 erkannte Ludovic Vitet als Generalinspekteur für den Denkmalschutz (inspecteur général des monuments historiques) den Denkmalwert der Abtei, sein Nachfolger Prosper Mérimée ordnete die dringendsten Reparaturen an, nachdem er 1835 den Minister François Guizot alarmiert hatte. 1840 wurde die Kirche als Monument historique eingestuft, 1849 galt sie als gerettet.
1967 bis 1974 fanden umfangreiche Restaurierungsarbeiten statt, 1983 wurde die Abteikirche von Saint-Savin-sur-Gartempe aufgrund der erhaltenen Decken- und Wandmalereien aus der Zeit um 1100 in die Weltkulturerbeliste der UNESCO aufgenommen.

## Architektur

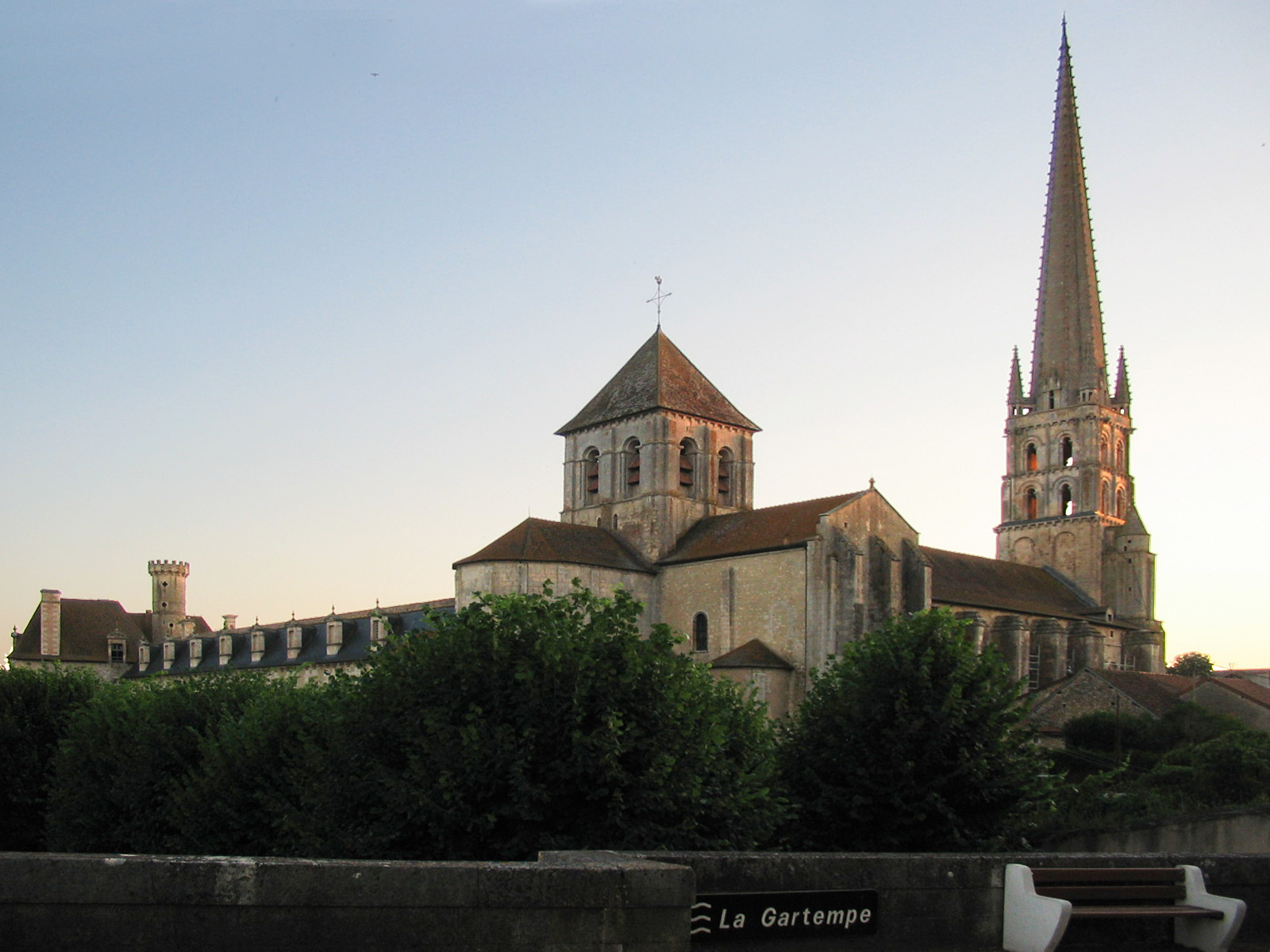
Die Abteikirche

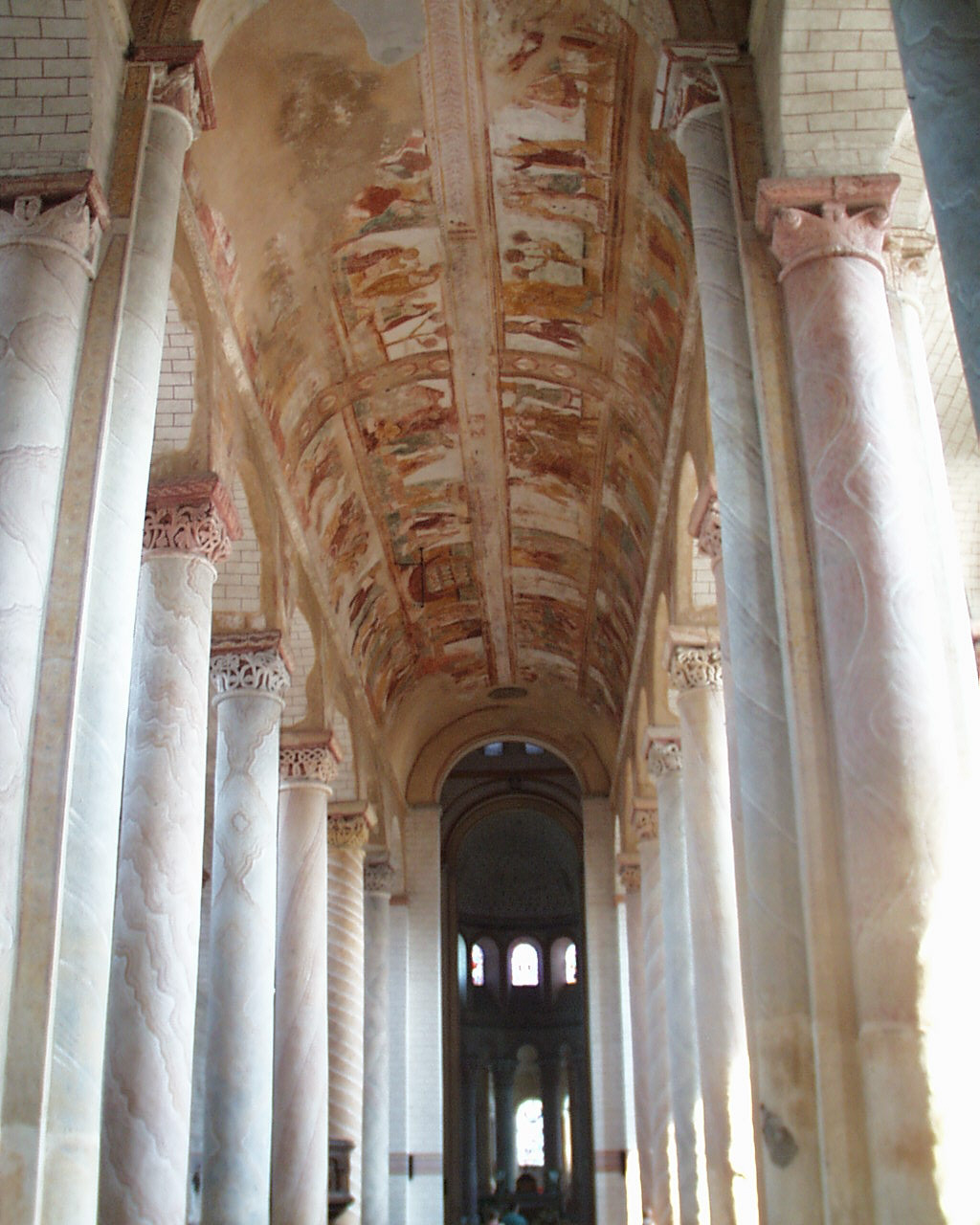
Die Decke des Mittelschiffs

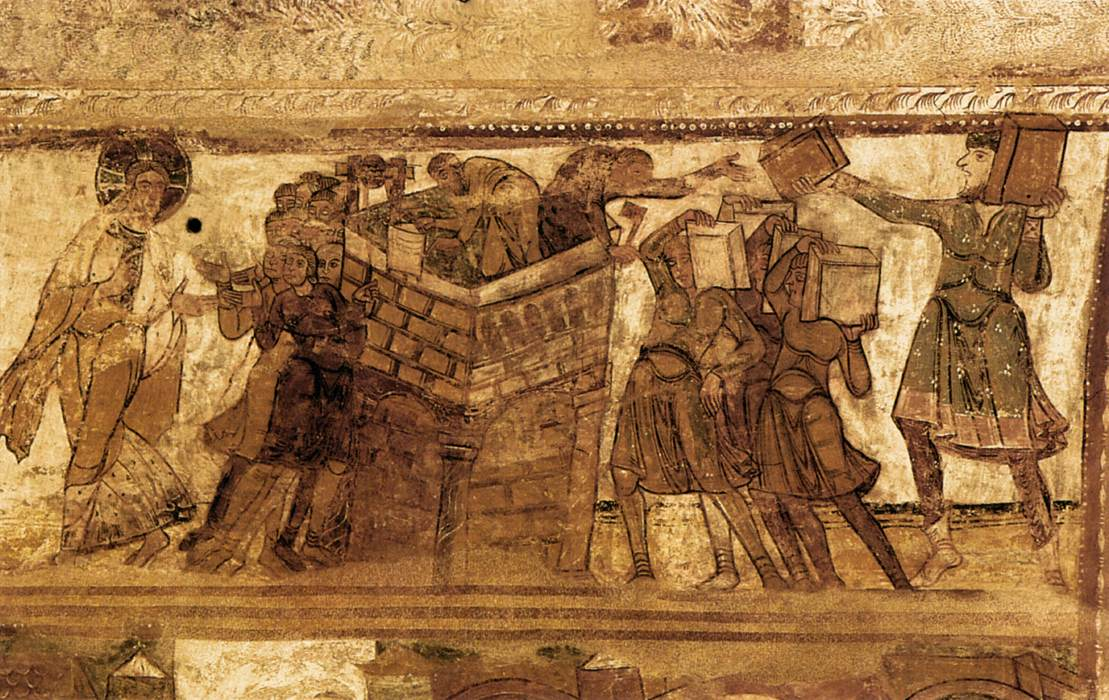
Deckenmalerei aus dem Mittelschiff: Der Turmbau zu Babel, um 1100

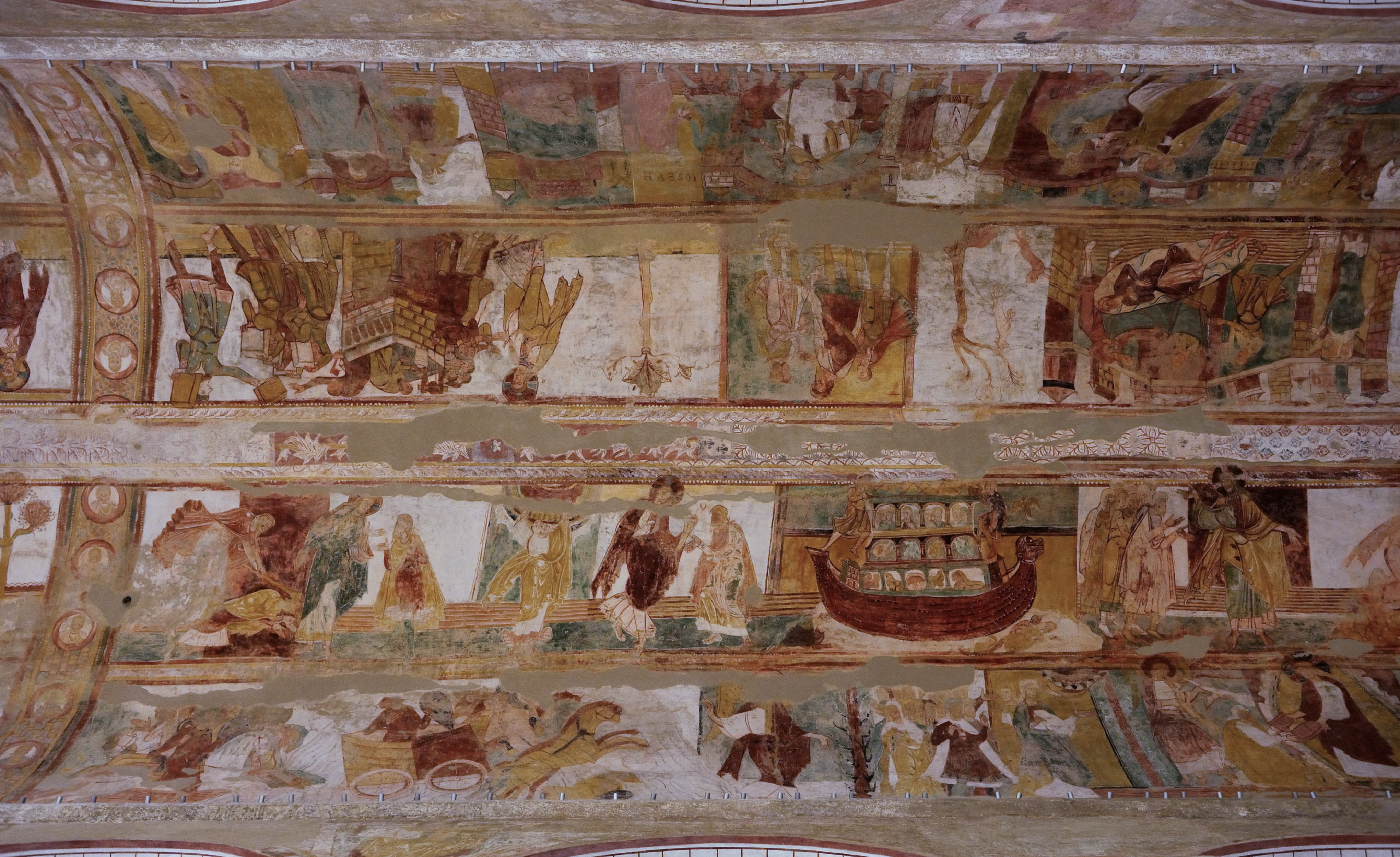
Fresken

Über den Bau gibt es keine frühen dokumentarischen Nachrichten. Die Datierung muss sich ausschließlich auf stilistische Überlegungen stützen. Danach wurde die Abteikirche um 1060 begonnen mit den unteren Turmgeschossen, den ersten drei westlichen, noch mit Gurtbögen abgeteilten Jochen und dem Querhaus. Etwa zwischen 1075 und 1095 folgte der Chor mit seinem Ambulatorium und den fünf Kapellen in der polygonalen Apsis sowie der Vierungsturm und die restlichen sieben, mit einer durchgehenden Tonne gewölbten Joche des Langhauses. Diese Bauabfolge spiegelt sich in der zunehmend reicheren Ausarbeitung der Kapitelle wider. Damit begann der Bau etwa zur selben Zeit wie der der Kathedrale Notre-Dame de Paris, anders als üblich jedoch mit der Westseite und nicht mit dem Chor.
Der Aufriss zeigt eine Hallenkirche, die Seitenschiffe mit ihren Kreuzgratgewölben sind nur unwesentlich niedriger, sodass man hier von einer Staffelhalle sprechen kann. In den ersten Jahrzehnten des 12. Jahrhunderts war die Kirche im Wesentlichen vollendet. Nur der Glockenturm ist jüngeren Datums, die reich gegliederte Glockenstube wurde in der Mitte des 12. Jahrhunderts errichtet und der Turmhelm mit seinem fein gearbeiteten, mehr als 80 m aufragenden Turmhelm noch einmal 200 Jahre später.
Die Kirche besitzt in der Krypta, im Narthex und im Mittelschiff noch die originalen Decken- und Wandmalereien aus der Zeit um 1100. Es handelt sich um den umfangreichsten und künstlerisch bedeutendsten Zyklus romanischer Fresken in Frankreich – mit einer Gesamtfläche von 413 m². Wie nur wenige Beispiele sonst vermittelt daher das Innere einen Eindruck davon, wie wir uns die ursprüngliche Farben- und Bilderpracht auch anderer romanischer Kirchen vorzustellen haben. Technologische Forschungen im Zusammenhang der jüngsten, im Juli 2008 abgeschlossenen Restaurierungen haben ergeben, dass das hier angewendete Malverfahren Seccomalerei und Freskotechnik kombiniert hatte, indem die Farbe nicht auf frischen, sondern auf wiederangefeuchteten Putz aufgetragen wurde, woraus man sich auch den ungewöhnlich guten Erhaltungszustand erklärt.
Die Themen der Langhaus-Malerei sind den Büchern Genesis und Exodus des Alten Testamentes entnommen. In der Vorhalle ist das Weltgericht und das himmlische Jerusalem dargestellt, darüber, im Obergeschoss des Narthex, Szenen des Neuen Testamentes und Heiligenfiguren, in der Krypta mit den Gräbern der Heiligen Saint-Savin und Saint-Cyprien Szenen aus deren Leben. Die beiden letztgenannten Räume sind nur bei Führungen zugänglich.
Aus dem 12. Jahrhundert stammen ferner die selten in so originalem Zustand erhaltenen Altartische.